# بورا چونگ

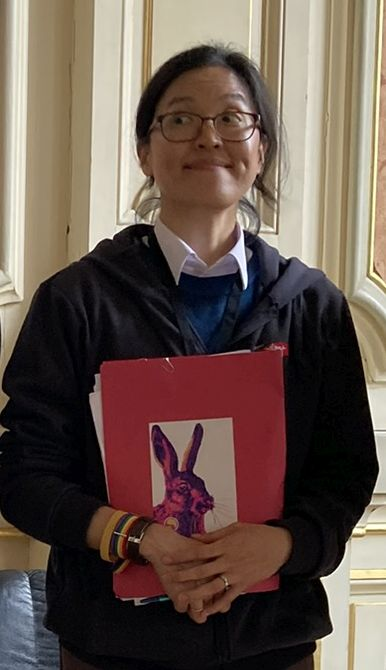
Bora Chung, 2023

بورا چونگ (Bora Chung) (زاده ۱۹۷۶) نویسنده و مترجم اهل کره جنوبی است. مجموعه داستان‌های کوتاه او، خرگوش نفرین شده، در فهرست نهایی جایزه بین‌المللی بوکر 2022 قرار گرفت.
بورا چونگ در سال 1976 در سئول به دنیا آمد.پدر و مادرش دندانپزشک بودند.  او تحصیلات تکمیلی خود را در رشته مطالعات منطقه روسی و اروپای شرقی در دانشگاه ییل به پایان رساند و سپس به اخذ مدرک دکترا در ادبیات اسلاو از دانشگاه ایندیانا ادامه داد. او زبان، ادبیات و مطالعات علمی تخیلی روسی را در دانشگاه یونسی تدریس کرد .   او یک فعال اجتماعی است. 
بورا چونگ سه رمان و سه مجموعه داستان کوتاه نوشته است. او در سال 1998 برای داستان کوتاهی با عنوان The Head برنده جایزه ادبیات یونسی شد. او همچنین برنده جایزه دوم جوایز ادبیات دیجیتال (2008) و جوایز مرکز علمی Gwacheon SF (2014) است. 
بورا چونگ نثر معاصر را از روسی و لهستانی به کره ای ترجمه می کند. 